# Sun Is Up
"Sun Is Up" je píseň rumunské elektropopové zpěvačky Inny. Píseň se nachází na druhém studiovém albu. Produkce se ujali producenti Sebastian Barac, Radu Bolfea a Marcel Botezan.

## Video
Video pro píseň "Sun Is Up" se natáčelo 24. srpna ve Španělsku ve městě Marbella. Natáčení videa se ujal režisér Alex Herron, který už pracoval s Taio Cruzem a Keshou ("Dirty Picture") a s Basshuntrem ("Saturday").

## Hitparáda
| Žebříček             | Příčka |
| -------------------- | ------ |
| Slovensko            | 45     |
| Rumunsko             | 30     |
| Švýcarsko (Romandie) | 1      |